# Monastero di Santa Chiara (Gagliano Aterno)
Il monastero di Santa Chiara si trova a Gagliano Aterno, in provincia dell'Aquila. Nel chiostro è collocato il Museo dell'orso.

## Storia

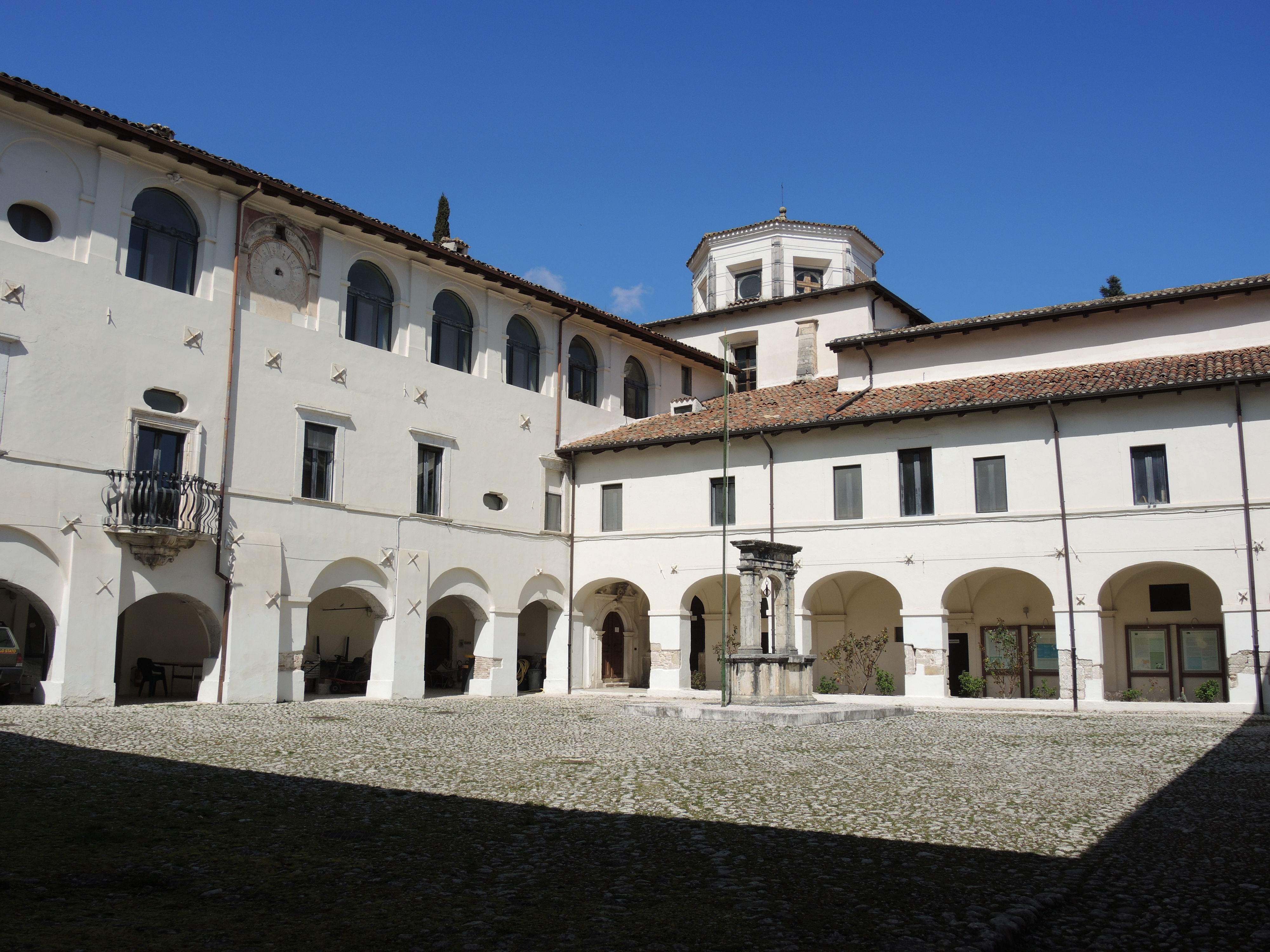
Chiostro

La fondazione del monastero di Santa Chiara a Gagliano Aterno è antecedente al 1286, quando secondo fonti storiche venne donato alle clarisse.
Il monastero era originariamente costituito dalla chiesa e da un fabbricato perpendicolare ad essa a formare una "L"; un muro chiudeva gli altri due lati del cortile del convento, che nel XVI e XVII secolo si trasformò nell’attuale chiostro rettangolare sul quale si affacciano gli edifici dedicati alla clausura.

## Architettura
La chiesa si divide in due parti, con quella esterna destinata ai fedeli e quella interna che costituiva il "coro delle monache". La struttura è a navata unica coperta a tetto, collegata con l'ambiente interno da tre finestre a grate poste sulla parete di fondo dell'altare maggiore. La navata anteriore termina con un arco trionfale a tutto sesto che la separa dal presbiterio quadrato.
La copertura con tetto a vista nella navata fu sostituita da una volta a botte con lunette nei lavori di ristrutturazione in stile barocco del 1664 da parte di Giovan Battista Gianni, con la costruzione anche di un palco in legno sopra l'ingresso per permettere la partecipazione alle funzioni delle suore e la realizzazione dell'altare maggiore.
Nel 1748 venne ristrutturato anche il "coro delle monache", realizzando un ambiente a due livelli, con il piano basso organizzato su nove campate rettangolari coperte da volte crociera sorrette da quattro pilastri e l'ambiente superiore è costituito da un unico locale destinato al coro; questo ha sui tre lati gli scanni in legno delle suore, al centro si trova quello della badessa ed appoggiato sulla parete dell'altare maggiore si trova un altare.